# Six bagatelles pour quintette à vent
Pour les articles homonymes, voir Bagatelle et Six bagatelles (homonymie).
Les Six bagatelles sont une œuvre du compositeur György Ligeti, composée en 1953.
Elle reprend six des onze mouvements (dans l'ordre : III, V, VII, VIII, IX, X) de Musica ricercata.

## Présentation
Il s'agit d'une adaptation en six sections de la Musica Ricercata destinée au piano ; les deux œuvres ont été achevées alors que le compositeur était encore en Hongrie, l’un des « pays de l’Est » dont le régime demandait aux musiciens une musique convenue de chant choral au style populaire. Ligeti ne s’y est cependant pas restreint : ces deux œuvres condamnées par les autorités comme « musique dégénérée » témoignent de ses recherches en matière de composition, même si elles apparaissent modestes en comparaison à ce qui se faisait en Occident.
Les onze pièces de la Musica ricercata sont construites sur un principe d’écriture conférant à chacune dans leur ordre d’apparition l’emploi d’une note supplémentaire de la gamme chromatique. C’est donc dans la sixième section des Bagatelles que le discours est le plus étoffé, arborant des montées chromatiques de plus en plus vastes pour aboutir à l’épisode wie verrückt (« comme fou ») de la fin de l’œuvre.
Lors de la réécriture, la formation étoffée et quelque peu hétérogène du quintette à vent permet à Ligeti de réaliser un travail sur les caractères et les timbres : la quatrième section utilise le cor dans un mode de jeu aux sons cuivrés (gestopft) ; elle rappelle en même temps la danse par son rythme ternaire et ses accents. En cela, elle s'oppose à la première section qui fait usage de l'articulation piquée comme d'une marque d'ironie, lorsqu’elle apparaît conjointement à des contrastes dynamiques très nets. La caducité de l’énoncé vient en outre des déplacements de temps forts et de la particularité à outrepasser la mesure. Cette dernière prend bientôt une ampleur qui va jusqu’à rendre caduc le temps musical.
Pour la cinquième section, la flûte énonce seule une série constituée de six éléments sur une ponctuation en constant déphasage rythmique. Ce procédé contamine bientôt les autres pupitres, à la manière dont était traité le motif d’accompagnement de la troisième section. À ce stade de l’œuvre, le système des hauteurs s’organise en un mode de sol, ce qui pour autant ne doit pas signifier que le langage de Ligeti est modal. Chez lui en effet — et on aura pu le vérifier à plusieurs reprises dans ces Bagatelles — comptent la densité ainsi que les combinaisons d’intervalles et de timbres parmi les principes formels essentiels de l’écriture de Ligeti, dès les débuts de sa carrière de compositeur.